# Kamau Muata Adilifu
Kamau Muata Adilifu (ur. jako Charles Sullivan 8 listopada 1944 w Nowym Jorku) – amerykański trębacz jazzowy, nagrywający raczej jako sideman aniżeli lider. Imię i nazwisko zmienił w roku 1980.

## Dyskografia
Opracowano na podstawie materiału źródłowego.

### Jako lider
- Genesis (Strata-East, 1974)
- Re-Entry (Whynot, 1976)
- Kamau  (Arabesque, 1995)

### Jako sideman
Walter Bishop Jr.:
- Illumination (Denon, 1977)

Sonny Fortune:
- Long Before Our Mothers Cried (Strata-East, 1974)
- Awakening (Horizon, 1975)
- Waves of Dreams (Horizon, 1976)

Carlos Garnett:
- Black Love (Muse, 1974)

Yusef Lateef:
- Part of the Search (Atlantic, 1973)

Bennie Maupin:
- The Jewel in the Lotus (ECM, 1974)

Roswell Rudd:
- Numatik Swing Band (JCOA, 1973)

Sam Rivers:
- Crystals (Impulse!, 1973)

Woody Shaw:
- Woody III (Columbia, 1979)

McCoy Tyner:
- 13th House (Milestone, 1981)
- Uptown/Downtown (Milestone, 1988)
- The Turning Point (Birdology, 1991)